# Cazuza - O Tempo Não Para
Cazuza - O Tempo Não Para é um filme brasileiro de 2004, do gênero drama biográfico, dirigido por Sandra Werneck e Walter Carvalho, com o roteiro baseado na vida do cantor e compositor Cazuza.
O roteiro foi escrito por Fernando Bonassi e Victor Navas, é baseado no livro Cazuza: Só as Mães São Felizes, escrito pela mãe do cantor, Lucinha Araújo, e pela jornalista Regina Echeverria.

## Sinopse
O filme retrata a vida polêmica e intensa do cantor e compositor Cazuza, desde quando começou a carreira, atuando na peça Para-Quedas do Coração, no Circo Voador, o sucesso com o Barão Vermelho e sua carreira solo até a descoberta de sua doença e morte precoce em 1990.

## Elenco
- Daniel de Oliveira - Cazuza
- Marieta Severo - Lucinha Araújo
- Reginaldo Faria - João Araújo
- Emílio de Mello - Ezequiel Neves
- Cadu Fávero - Frejat
- Arlindo Lopes - Dé
- Dudu Azevedo - Guto
- André Pfefer - Mauricio
- Leandra Leal - Bebel Gilberto
- Andréa Beltrão - Malu
- Débora Falabella - Dani
- André Gonçalves - Maneco
- Eduardo Pires - Serginho
- Pierre Santos - Tonico
- Vitor Hugo - Bené
- Maria Mariana - Talita
- Augusto Garcia - Carlos
- Maria Flor - Garota de Bauru

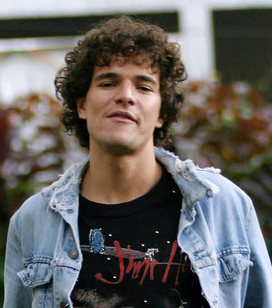
O desempenho de Daniel de Oliveira no papel de Cazuza no filme foi bastante elogiado pela análise crítica, recebendo prêmios e indicações.

- Fernanda Boechat - Garota da Ponte
- Laura de Vison - Transformista da Boate

## Produção
- O filme teve o título provisório de Eu Preciso Dizer Que Te Amo.
- Daniel de Oliveira usou lentes de contato e emagreceu 11 quilos para o papel, em um regime radical. O ator ainda fez aulas de canto para chegar ao timbre de Cazuza.
- Em algumas cenas, algumas das pessoas que foram representadas pelos atores aparecem verdadeiramente. Durante a canção Maior Abandonado, quando o personagem Zeca, vivido por Emílio de Mello, joga um copo no palco e Cazuza corta o pé, aparece, ao seu lado, o verdadeiro Zeca (Ezequiel Neves). Pouco depois, durante a canção O Tempo Não Para, aparece a verdadeira mãe de Cazuza, Lucinha Araújo (vivida no filme por Marieta Severo), aplaudindo e jogando uma rosa ao palco.

## Recepção
Érico Borgo em sua crítica para o Omelete disse que "o tema [do filme] é forte, [mas] a produção não é assim tão sólida. (...) Cenas de arquivo alternam-se com imagens de Daniel de Oliveira com um contraste chocante de textura e granulação que parece gritar a cada quadro "lembre-se, você está vendo um filme". (...) É uma cinebiografia típica, veículo para as músicas do artista." Rodrigo Cunha analisando o filme para o Cineplayers escreveu: "O poeta de uma geração merecia um filme melhor. Não que Cazuza: O Tempo Não Pára seja ruim, mas o ar de ingenuidade presente nos acontecimentos do filme incomoda."

## Principais prêmios
| Ano  | Premiação                               | Categoria                                                | Resultado |
| ---- | --------------------------------------- | -------------------------------------------------------- | --------- |
| 2004 | Prêmio Qualidade Brasil                 | Melhor Filme                                             | Venceu    |
| 2004 | Prêmio Qualidade Brasil                 | Melhor Ator (Daniel de Oliveira)                         | Venceu    |
| 2005 | Associação Paulista de Críticos de Arte | Troféu APCA de melhor ator (Daniel de Oliveira)          | Venceu    |
| 2005 | Grande Prêmio Brasileiro de Cinema      | Melhor Filme                                             | Venceu    |
| 2005 | Grande Prêmio Brasileiro de Cinema      | Melhor Ator (Daniel de Oliveira)                         | Venceu    |
| 2005 | Grande Prêmio Brasileiro de Cinema      | Melhor Roteiro Adaptado (Fernando Bonassi, Victor Navas) | Venceu    |
| 2005 | Grande Prêmio Brasileiro de Cinema      | Melhor Fotografia (Walter Carvalho )                     | Venceu    |
| 2005 | Grande Prêmio Brasileiro de Cinema      | Melhor Montagem                                          | Venceu    |
| 2005 | Grande Prêmio Brasileiro de Cinema      | Melhor Trilha Sonora                                     | Venceu    |
| 2005 | Grande Prêmio Brasileiro de Cinema      | Melhor Edição de Som                                     | Venceu    |
| 2005 | Grande Prêmio Brasileiro de Cinema      | Melhor Ator Coadjuvante (Emílio de Mello)                | Indicado  |
| 2005 | Grande Prêmio Brasileiro de Cinema      | Melhor Atriz Coadjuvante (Andrea Beltrão)                | Indicado  |
| 2005 | Grande Prêmio Brasileiro de Cinema      | Melhor Atriz Coadjuvante (Leandra Leal)                  | Indicado  |
| 2005 | Grande Prêmio Brasileiro de Cinema      | Melhor Direção de Arte                                   | Indicado  |
| 2005 | Grande Prêmio Brasileiro de Cinema      | Melhor Figurino                                          | Indicado  |
| 2005 | Brazilian Film Festival de Miami        | Melhor Filme                                             | Venceu    |
| 2005 | Brazilian Film Festival de Miami        | Melhor Ator (Daniel de Oliveira)                         | Venceu    |